# Referèndum sobre la independència del Kurdistan iraquià de 2017
El referèndum sobre la independència del Kurdistan del Sud és un referèndum no vinculant que es va celebrar el 25 de setembre de 2017 al Kurdistan iraquià, que inclou les àrees de Kirkuk, Makhmour, Sinjar i Kanakin. L'organització del referèndum va recaure sobre el Govern Regional del Kurdistan (conegut com a KRG per les seves sigles en anglès), presidit per Masud Barzani, qui anuncià el referèndum el 7 de juny de 2017 amb el suport de la majoria dels partits polítics de la regió: Partit Democràtic del Kurdistan (KDP), Unió Patriòtica del Kurdistan (PUK), Unió Islàmica del Kurdistan (KIU), Moviment Islàmic del Kurdistan (KIM), Partit Comunista del Kurdistan, Partit dels Obrers del Kurdistan, Partit del Desenvolupament i la Reforma del Kurdistan, la llista dels turcmans d'Arbela, Front Turcman Iraquià, Moviment Democràtic Turcman al Kurdistan, la llista armènia del Parlament del Kurdistan, Moviment Democràtic Assiri i el Consell Popular Caldeu-Siríac-Assiri.
L'anunci d'una data concreta es va demorar degut a la cooperació entre les forces peixmerga i l'exèrcit iraquià durant la batalla per alliberar la ciutat de Mossul, tot i que el govern kurd no va amagar les seves intencions de realitzar-lo i mesos enrere ja s'havia pronunciat sobre la celebració.

## Antecedents
El gener de 2014, el govern iraquià va retirar els fons per al Govern Regional del Kurdistan i, a conseqüència d'això, el mateix govern va decidir exportar directament el petroli extret en el seu territori a través dels oleoductes al nord de la regió cap a Turquia, en maig del mateix 2014. Arran d'aquest moviment el govern iraquià va pressionar els governs internacionals per bloquejar l'exportació i venda del petroli.
Els grans avenços de les forces jihadistes de l'Estat Islàmic en diferents àrees d'Iraq al juny de 2014, va forçar les tropes iraquianes a desintegrar-se i abandonar les seves posicions. Els peixmerga van aprofitar aquest buit i van prendre el control de la ciutat de Kirkuk i altres zones del nord reclamades històricament pel Govern Regional del Kurdistan, però fins llavors fora del seu control.
El govern iraquià, amb de Nuri al-Maliki com a cap de govern, va ser àmpliament criticat pel fracàs de les seves forces de seguretat, així com per la insatisfacció de la comunitat sunnita àrab amb el govern central. Les veus crítiques van acabar demanant la dimissió del govern i que hi hagués un nou primer ministre. En aquest context de desafecció política, l'1 de juliol de 2014, el president kurd Masoud Barzani va anunciar la seva intenció de convocar un referèndum sobre la independència en algun moment al llarg de l'any 2014, argumentant que el país es trobava completament dividit. El setembre del mateix any, al-Maliki va ser substituït com a primer ministre per Haider al-Abadi. Arran d'aquesta decisió, els líders kurds van acordar posposar el referèndum, per a centrar-se en la lluita contra Estat Islàmic.
Més endavant, el 3 de febrer de 2016, Rudaw, mitjà de comunicació kurd, va informar que Masoud Barzani havia comunicat als legisladors del KRG que el referèndum es realitzaria al llarg del 2016, abans de les eleccions presidencials estatunidenques. El 23 de març, Barzani va avançar en una entrevista amb Al-Monitor, que el referèndum tindria lloc abans d'octubre de 2016. No obstant això, al finalitzar el mateix mes d'octubre, va fer-se enrere i el va posposar fins que la ciutat de Mossul no fos alliberada.
L'agost de 2016, Haider al-Abadi va declarar que el dret d'autodeterminació és un "dret indiscutible".
A principis d'abril de 2017, a mesura que progressava l'alliberament de Mosul, els partits KDP i el PUK van anunciar la voluntat de celebrar un referèndum sobre la independència el 2017.
El 7 de juny de 2017, el president kurd, Masoud Barzani, va anunciar que el referèndum tindria lloc el 25 de setembre de 2017. L'assistent de Barzani, Hemin Hawrami, va afirmar que el referèndum també es realitzaria a les regions de Kirkuk, Makhmour, Sinjar i Khanakin. Totes aquestes àrees són reclamades pel govern central de Bagdad. Hoshyar Zebari, alt funcionari kurd, va declarar que el "Sí" en el referèndum no significaria una declaració automàtica d'independència, sinó que "reforçaria la mà dels kurds" en converses amb el govern central sobre l'annelada autodeterminació.
Dos mesos abans de la celebració del referendum, l'alcalde dels assiris d'Alqosh va ésser reemplaçat per un membre del KDP d'Alqosh, cosa que va indignar els veïns, que van sortir als carrers per protestar sobre aquesta decisió.
El 14 d'agost, una delegació del KRG es va reunir amb el primer ministre Abadi i el vicepresident Maliki a Bagdad per discutir sobre el referèndum entre d'altres assumptes.
El KRG va afirmar que la planificació i la realització del referèndum en les zones en disputa correspondria als ajuntaments. El 30 de juliol, el Consell del Districte de Sinjar va expressar el seu suport als esforços del KRG per incloure l'àrea en el referèndum. El Consell Major de Khanaqin, el 16 d'agost, va debatre el tema i va decidir celebrar el referèndum igualment. Finalment, l'Ajuntament de Bashiqa va votar participar en el referèndum.
El consell local de Mandali, població que inclou tant àrabs com kurds, va votar a favor d'incloure la ciutat en el referèndum el 17 d'agost. No obstant això, els residents àrabs van protestar la decisió. Un dia després, l'ajuntament va retirar la decisió de participar en el referèndum i l'alcalde de Mandali, Hoshiya Ismail, va ser abandonar el seu càrrec.
El 29 d'agost, el Consell Provincial de Kirkuk va votar celebrar el referèndum a Kirkuk. Dels 41 membres del consell, 24 van assistir a la votació i 23 d'ells van votar a favor de celebrar-lo. Els altres 17 membres, tots ells turcs i àrabs, van boicotejar la votació. El 14 de setembre, el parlament iraquià va votar a destituir Najmiddin Karim com a governador de Kirkuk, una decisió sol·licitada per al-Abadi després de la decisió de participar en el referèndum. Karim, però, va declarar que no seguiria l'ordre d'acomiadament i es mantindria en el càrrec.
La campanya per al referèndum va començar oficialment el 5 de setembre. La comissió electoral de la regió va afirmar que la campanya tindria una durada de 18 dies amb la possibilitat de la diàspora kurda iraquiana de votar el 23 de setembre, dos dies abans de la celebració del referèndum.
El parlament iraquià va rebutjar el referèndum el 12 de setembre. El Parlament del Kurdistan iraquià va aprovar un pla per celebrar el referèndum el 15 de setembre. 68 dels 111 legisladors van assistir a la sessió. Gorran va boicotejar-la. La Cort Suprema de l'Iraq va ordenar el 18 de setembre la suspensió del referèndum per examinar la seva constitucionalitat. No obstant això, Barzani s'hi va negar.

## Pregunta
La pregunta del referèndum, que va estar disponible en kurd, àrab, turcman i siríac, va ser la següent:
| Català | Voleu que la regió del Kurdistan i les àrees fora de la regió administrativa del Kurdistan esdevinguin un estat independent?          |
| Kurd   | ئایا دەتەوێ هەرێمی كوردستان و ناوچە کوردستانییەکانی دەرەوەی هەرێم ببێتە دەوڵەتێکی سەربەخۆ؟                                            |
| Kurd   | Aya detewê herêmî Kurdistan u nawçe Kurdistaniyekanî derewey herêm bibête dewlletêkî serbexo?                                         |
| Kurd   | Айа дәтәwе һәреми Кöрдьстан ö наwчә Кöрдьстаньйәкани дәрәwәй һәрем бьбетә дәwлләтеки сәрбәхо?                                         |
| Àrab   | هل تريد أن يصبح اقليم كوردستان و المناطق الكوردستانية خارج الاقليم دولة مستقلة؟                                                       |
| Àrab   | Hal turīd an yaṣbaḥ Iqlīm Kūrdistān wal-manāṭaq al-Kūrdistānīyah khārij al-iqlīm dawlah mustaqillah?                                  |
| Turc   | Kürdistan Bölgesel Yönetimi ve tartışmalı bölgeleri de içerisinde alan bir bağımsız Kürdistan devletinin kurulmasını istiyor musunuz? |
| Assiri | ܐܵܪܵܐ ܒܥܹܐ ܐܵܢܬ ܕܐܸܩܠܹܝܡܵܐ ܕܟܘܼܪܕܸܣܬܵܢ ܘܦܸܢ̈ܝܵܬ݂ܵܐ ܟܘܼܪ̈ܕܸܣܬܵܢܵܝܹܐ ܠܒܼܲܕܲܪ ܡܕܲܒܪܵܢܘܼܬ݂ܵܐ ܕܐܸܩܠܹܝܡܵܐ ܕܦܲܝܫܝܼ ܐܲܬ݂ܪܵܐ ܫܲܠܝܼܛ ܒܝܵܬܼܵܐ؟                                             |
| Assiri | ... |

## Posicions dels partits
| Partits representats al Parlament del Kurdistan | Partits representats al Parlament del Kurdistan | Partits representats al Parlament del Kurdistan | Partits representats al Parlament del Kurdistan                               | Partits representats al Parlament del Kurdistan | Partits representats al Parlament del Kurdistan | Partits representats al Parlament del Kurdistan | Partits representats al Parlament del Kurdistan |
| Posició                                         | Partit                                          | Partit                                          | Partit                                                                        | Escons                                          | Líder                                           | Branca política                                 | Ref.                                            |
| ----------------------------------------------- | ----------------------------------------------- | ----------------------------------------------- | ----------------------------------------------------------------------------- | ----------------------------------------------- | ----------------------------------------------- | ----------------------------------------------- | ----------------------------------------------- |
| Sí                                              |                                                 | KDP                                             | Partit Democràtic del Kurdistan                                               | 38                                              | Masoud Barzani                                  | Partit escombra                                 | [ 33 ]                                          |
| Sí                                              |                                                 | PUK                                             | Unió Patriòtica del Kurdistan                                                 | 18                                              | Jalal Talabani                                  | Centreesquerra                                  | [ 34 ]                                          |
| Sí                                              |                                                 | KIU                                             | Unió Islàmica del Kurdistan                                                   | 10                                              | Salaheddine Bahaaeddin                          | Dreta islamista                                 | [ 35 ]                                          |
| Sí                                              |                                                 | KSDP                                            | Partit Socialista Democràtic del Kurdistan                                    | 1                                               | Mohammed Haji Mahmoud                           | Centreesquerra                                  | [ 36 ]                                          |
| Sí                                              |                                                 | KCP                                             | Partit Comunista del Kurdistan                                                | 1                                               | Kamal Shakir                                    | Comunisme                                       | [ 37 ]                                          |
| Sí                                              |                                                 | KTP                                             | Partit dels Obrers del Kurdistan                                              | 1                                               | Balen Mahmoud                                   | Extrema esquerra                                | [ 38 ]                                          |
| Sí                                              |                                                 | KIM                                             | Moviment Islàmic del Kurdistan                                                | 1                                               | Erfan Ali Abdulaziz                             | Dreta islamista                                 | [ 38 ]                                          |
| Sí                                              |                                                 | TDL                                             | Llista del Desenvolupament Turcmà                                             | 2                                               | Mohammad Sadaddin                               | Drets de mínories                               | [ 39 ]                                          |
| Sí                                              |                                                 | ETL                                             | Llista dels turcmans d'Arbela                                                 | 1                                               |                                                 | Drets de mínories                               | [ 38 ]                                          |
| Sí                                              |                                                 | CSAPC                                           | Consell Popular Caldeu-Siríac-Assiri                                          | 2                                               | Sarkis Aghajan                                  | Drets de mínories                               | [ 40 ]                                          |
| Sí                                              |                                                 | KIG                                             | Grup Islàmic del Kurdistan                                                    | 6                                               | Ali Bapir                                       | Partit escombra                                 | [ 41 ]                                          |
| Sí                                              |                                                 | Gorran                                          | Moviment pel Canvi                                                            | 24                                              | Omar Said Ali                                   | Centreesquerra                                  | [ 42 ]                                          |
| No                                              |                                                 | ITF                                             | Front Turcman Iraquià                                                         | 1                                               | Erşad Salihi                                    | Drets de mínories                               | [ 44 ]                                          |
| No                                              |                                                 | ADM                                             | Moviment Democràtic Assiri (contrari a realitzar-lo a les planures de Níneve) | 2                                               | Younadam Kanna                                  | Drets de mínories                               | [ 46 ]                                          |

## Amenaces
A mesura que la data s'acostava, potencies regionals d'orient mitjà i internacionals van anar augmentant el to. El dia 12 de setembre el Parlament Iraquià va rebutjar per majoria la celebració del referèndum del dia 25. Dos dies més tard, el dia 18 de setembre, el Tribunal Suprem d'Iraq va ordenar la suspensió del referèndum a instàncies del Parlament. De la mateixa manera, tant enviats especials estatunidencs com de l'ONU van pressionar directament Barzani perquè ajornés la consulta a canvi de més autogovern.
No obstant això, les pressions més dures van arribar dels actors regionals, Turquia, Iran i Iraq. Turquia, per la seva banda, en conflicte amb el Partit dels Treballadors del Kurdistan (PKK), va iniciar exercicis militars a Habur el dia 18 de setembre, amb el desplegament de més de 100 vehicles militars. L'Iran i l'Iraq van amenaçar en enviar les Unitats de Mobilització Popular (que lluitaven contra Estat Islàmic) i d'altres forces guerrilleres si el referèndum se celebrava i en una possible guerra civil si es declarava independent. Segons analistes internacionals, aquestes reaccions es deuen principalment pel fet que el referèndum inclou la ciutat de Kirkuk, amb importants pous de petroli, en mans de les autoritats kurdes i protegida per les forces peixmerga.

### Bombardejos turcs
L'amenaça turca a intervenir militarment per tal d'aturar el referèndum va causar la mort de 7 civils el dia 21 de setembre. Avions militars turcs van bombardejar la zona de les Muntanyes de Kandil, indret sota control de militants del Partit dels Treballadors del Kurdistan (PKK), alegant que "mentre els ciutadans acudeixin als seus camps i horts a treballar, l'aviació turca bombardejarà aquestes zones".

## Resultats
|                     | Vots      | %      |
| ------------------- | --------- | ------ |
| Sí                  | 2.861.471 | 92,73  |
| No                  | 224.464   | 7,27   |
| Vots vàlids         | 3.085.935 | 94,76  |
| Vots nuls           | 219.990   | 6,65   |
| Vots totals         | 3.305.925 | 100,00 |
| Cens i participació | 4.581.255 | 72,16  |

## Reaccions

### Estats
- Armènia – El ministre d'Afers Exteriors d'Armènia, Eduard Nalbandyan, va dir que espera un acord pacífic en relació amb el referèndum. També va afirmar que Armènia esperava que les autoritats iraquianes i les autoritats regionals del Kurdistan poguessin evitar tensions i trobar vies per resoldre els assumptes.[53]
- Austràlia – Una portaveu del departament d'Afers Exteriors va dir en un comunicat que "sostenir un referèndum en aquest moment corre el risc de provocar major inestabilitat a l'Iraq, que debilitaria tant al govern iraquià com al govern regional del Kurdistan".[54]
- Bèlgica – El Primer ministre de Bèlgica, Jan Jambon, va declarar que totes les nacions tenen el dret d'autodeterminació.[55] No obstant això, l'ambaixador belga a Iraq, Hendrik Van de Velde, va dir que Bèlgica no tenia cap posició oficial definida sobre el tema.[56]
- Bulgària – El Primer ministre de Bulgària, Boyko Borisov, va declarar que Bulgària coneixia les intencions del president Barzani però no tenen una postura oficial definida sobre el tema.[57]
- Canadà – El primer ministre Justin Trudeau va romandre neutral, citant el problema de la sobirania de Quebec. Trudeau va dir que respectaria el procés establert pels kurds.[58]
- Estats Units – El portaveu del Departament d'Estat dels Estats Units, Heather Nauert, va dir que el govern recolzava un Iraq federal, unit i estable, tot i entendre les legítimes aspiracions del poble del Kurdistan. Nauert va advertir, però, que el referèndum podria perjudicar en la lluita contra Estat Islàmic, així com que la situació regional no era adequada.[59]
- Espanya – El ministre d'Afers Exteriors, Alfonso Dastis, va publicar un comunicat que afirmava que el referèndum era il·legal d'acord amb la constitució iraquiana de 2005, que va rebre un ampli suport de la població. "Ara totes les persones d'Iraq han d'unir forces per derrotar a l'ISIL d'una vegada per totes, país en benefici de tota la població", va sentenciar.[60]
- França – El president Emmanuel Macron va declarar que si es feia aquest referèndum, esperava que conduís a la representació adequada dels kurds al govern i que respectés el marc de la Constitució iraquiana.[61]
- Alemanya – El Govern d'Alemanya va advertir de les males conseqüències que pot tenir un referèndum unilateral organitzat només per una de les parts.[62]
- Grècia – El ministre d'Afers Estrangers de Grècia, Nikos Kotzias, va declarar que la integritat territorial d'Iraq, havia de ser la desitjada pel mateix poble, afegint que el referèndum kurd és un dret constitucional a l'Iraq.[63]
- Israel – El primer ministre d'Israel Netanyahu declara a la premsa que "Israel dona suport als legítims esforços del poble kurd per aconseguir un estat propi".[64]
- Iraq – El portaveu del primer ministre d'Iraq, Saad al-Hadithi, va declarar que les decisions sobre el futur de l'Iraq s'havien de debatre segons les previsions constitucionals, afegint que no podia ser la decisió d'un sol partit, el dret sobre la integritat del país havia de recaure sobre tots els iraquians.[65]
- Iran – El Govern iranià va declarar que la unilateralitat del referèndum no hi cap dins la constitució d'Iraq, afegint que la "República Islàmica de l'Iran defensava la integritat territorial d'Iraq".[66]
- Itàlia – El representant de la regió del Kurdistan a Itàlia, Rezan Qader, va declarar que els funcionaris italians van donar el seu suport al referèndum kurd en una reunió.[67]
- Països Baixos – El cònsol general holandès a la regió del Kurdistan, Janet Alberda, va declarar que el referèndum seria acceptat, si es coordinava amb Bagdad.[68]
- Polònia – El diputat mariscal Sejm Stanisław Tyszka va declarar que Polònia aprovaria el referèndum. El canceller Witold Waszczykowski va declarar que entenia perfectament les ambicions dels kurds, però va instar als funcionaris kurds que cooperessin amb les autoritats iraquianes.[69][70]
- Regne Unit – En nom del govern britànic, el cònsol al Kurdistan autònom, Frank Baker, va declarar que el Regne Unit reconeixeria l'inalienable dret de qualsevol poble a decidir lliurement els seus governants, però que no era el moment més oportú per a realitzar-lo. A més a més, va afegir que s'hauria de realitzar amb l'autorització i el consens del govern iraquià.[71]
- Rússia – El president rus, Vladímir Putin, va afirmar que Rússia entenia la sensibilitat entorn de la causa kurda i que la seva posició era que el referèndum havia d'estar dins del dret internacional.[72]
- Síria – Said Azzouz, membre del consell de ministres de Síria, va declarar que qualsevol acció unilateral seria rebutjada i que Síria no podia acceptar la divisió d'Iraq.[73]
- Suècia – Ambdós partits governamentals, el Partit Socialdemòcrata i el Partit Verd, van expressar el seu suport al referèndum. Els partits d'oposició, Demòcrates de Suècia i el Partit de l'Esquerra, també s'hi van pronunciar a favor.[74]
- Turquia – El ministre d'Afers Exteriors de Turquia va declarar que fer un referèndum sobre la independència era un greu error.[75] El Primer Ministre turc Binali Yıldırım va titllar el futur referèndum d'irresponsable.[76] El líder del partit MHP, Devlet Bahçeli el va titllar de "desgraciat, vergonyós i de traïció".[77] Finalment, el partit d'esquerres Partit Democràtic del Poble (HDP) va donar-hi recolzament.[78]
- Xina – El portaveu del Ministeri d'Afers Exteriors, Lu Kang, va expressar el seu suport a la integritat territorial de l'Iraq, però va demanar diàleg obert en una conferència de premsa.[79]

### Altres entitats polítiques
- Catalunya – El President de la Generalitat de Catalunya, Carles Puigdemont, va afirmar en una entrevista el 24 de setembre de 2017 que recolzava el dret d'autodeterminació del poble kurd. Artur Mas, líder del Partit Demòcrata Europeu i expresident de Catalunya, va afirmar que recolzava l'aposta per la independència del Kurdistan i va aplaudir el lideratge kurd per "defensar la democràcia".[80]
- Kosovo – Visar Ymeri, líder del major partit de l'oposició Vetëvendosje, va dir: "Ningú no té dret a negar al poble kurd la seva voluntat de ser lliure i viure en llibertat i pau en solidaritat amb els altres pobles del món".[81]
- Quebec – Stéphane Bergeron, membre de l'oposició provincial Parti Québécois, va expressar el seu suport al poble kurd per expressar el seu dret a l'autodeterminació.[82]
- Artsakh – el Ministeri de Relacions Exteriors de Nagorno-Karabagh va dir que acceptaria per bons els resultats del referèndum d'independència.[83]

### Actors regionals no estats
- El Partit Comunista Iraquià va donar suport al referèndum i va declarar que era un "dret fonamental de la Regió del Kurdistan" celebrar un referèndum.[84]
- El líder de la tribu àrab sunnita Jubur, de Kirkuk, va expressar el seu suport al referèndum i va instar els membres de la tribu a votar "Sí".[85]
- El Front Turcman Iraquià va expressar la seva disconformitat amb el referèndum argumentant que estava contra la constitució, afegint que realitzar-lo en àrees d'àrabs i turcmans era inacceptable, pels "desitjos contraris dels diferents grups ètnics a les aspiracions kurdes". El Front Turcman Iraquià, finalment va sentenciar que no reconeixerien el resultat del referèndum. Per altra banda, el líder Arshad al-Salihi va mostrar la seva preocupació per la delicada situació del país, així com per la possibilitat que els kurds poguessin perdre importants beneficis polítics i militars aconseguits els anys anteriors.[86][87]
- El líder del Partit dels Treballadors del Kurdistan, Cemil Bayık, va afirmar que el referèndum és un dret democràtic i ningú hauria d'estar-hi en contra.[88]

## Conseqüències
Massoud Barzani va anunciar oficialment la victòria del «Sí» el 26 de setembre i va demanar que Baghdad dialogués «seriosament», aquesta vegada, però, reforçat pels resultats del referèndum.
El mateix dia, el president turc, Recep Tayyip Erdoğan, va reiterar les seves amenaces de bloqueig si "Barzani i el govern regional del Kurdistan no revertien molt ràpidament aquest error", advertint del risc de "guerra ètnica i confessional" a l'Iraq i titllant el referèndum de traïció.
El 25 de setembre, el dia del referèndum, el Parlament Iraquià va aprovar una resolució per demanar el desplegament de l'exèrcit en els territoris en disputa, particularment a Kirkuk. L'endemà, Haid al-Abadi va exigir a les autoritats kurdes per lliurar el control dels seus aeroports internacionals d'Arbela i Suleimaniye amenaçant en tanca l'espai aeri del Kurdistan de l'Iraq, en un termini de tres dies.
Cinc dies després del referèndum, l'Iran i l'Iraq van anunciar la realització d'exercicis militars conjunts a les fronteres amb el Kurdistan iraquià.
El dia 12 d'octubre, l'Iraq va ordenar detenir els organitzadors del referèndum (presidenta i dos membres de la Comissió Electoral del Kurdistan). No obstant això, degut al control del territori per part de la l'exèrcit peixmerga, l'ordre va ser simbòlica però no efectiva.